# Zawód
Zawód – zbiór zadań (zespół czynności) wyodrębnionych w wyniku społecznego podziału pracy, będących świadczeniami na rzecz innych osób, wykonywanych stale lub z niewielkimi zmianami przez poszczególne osoby i wymagających odpowiednich kwalifikacji (wiedzy i umiejętności), zdobytych w wyniku kształcenia lub praktyki. Wykonywanie zawodu stanowi źródło dochodów. Szczególnym rodzajem zawodu jest profesja. 
Zawód jest też jedną z podstaw zróżnicowania struktury społecznej we współczesnych społeczeństwach i kształtuje pozycję społeczną jednostki oraz jej prestiż. 
W Polsce klasyfikacje zawodów opracowane były w ramach Społecznej Klasyfikacji Zawodów w latach 70. XX wieku i 20 lat później w ramach Polskiej Socjologicznej Klasyfikacji Zawodów. Odmienna klasyfikacja zawodów istnieje w Międzynarodowej Klasyfikacji Zawodów i opracowanej na jej podstawie Klasyfikacji Zawodów i Specjalności.
Zawód może dzielić się na specjalności.